# 国際連合安全保障理事会決議744
国際連合安全保障理事会決議744（こくさいれんごうあんぜんほしょうりじかいけつぎ744、英: United Nations Security Council Resolution 744, UNSCR744）は、1992年2月25日に国際連合安全保障理事会にて無投票で採択された決議。サンマリノ共和国の国連加盟申請を検討した後、サンマリノの承認を総会に勧告した。サンマリノは同年3月2日に加盟した。

## その他
決議の前文には以下のようにある。
At its 3054th meeting, on 21 February 1992, the Council, following the adoption of its agenda, decided to refer the application of the Republic of San Marino for membership in the United Nations to the Committee on the Admission of New Members for examination and report, as provided in rule 59 of the provisional rules of procedure.
At its 3056th meeting, on 25 February 1992, the Council discussed the report of the Committee on the Admission of New Members concerning the application of the Republic of San Marino for admission to membership in the United Nations.
以下はその和訳。
1992年2月21日の第3054回理事会では、議題の採択に続き、暫定手続規則59条に定めるように、サンマリノ共和国の国際連合加盟申請を審査と報告のために新加盟国承認委員会に付託することを決定した。
1992年2月25日の第3056回会合で、理事会は、サンマリノ共和国の国際連合加盟申請に関する新加盟国承認委員会の報告書について討議した。